# Финкенщайн ам Фаакер Зее
Финкенщайн ам Фаакер Зее (на немски: Finkenstein am Faaker See, на словенски Bekštanj, Бекщан, в най-близък превод Финкенщайн на Фаакер Зее) е селище в Южна Австрия. Разположено е по южния бряг на езерото Фаакер Зее в окръг Филах-Ланд на провинция Каринтия. Надморска височина 662 m. Отстои на около 50 km западно от провинциалния център град Клагенфурт и на 5 около km на север от границата със Словения. Има жп гара. Население 8410 жители към 1 април 2009 г.